# 野豇豆
野豇豆（学名：Vigna vexillata）为豆科豇豆属的植物。分布在全球热带、亚热带地区以及中国大陆的华东、华南、西南等地，生长于海拔170米至3,100米的地区，多生长在灌丛、旷野或疏林中，目前尚未由人工引种栽培。

## 别名
山土瓜（植物名实图考） 云南山土瓜（云南植物名录） 山马豆根（昆明） 云南野豇豆

## 异名
- Vigna vexillata (L.) A. Rich. var. yunnanensis Franch.
- Vigna vexillata (L.) Benth. var. pluriflora Franch.

## 延伸阅读
[在维基数据编辑]
 《植物名實圖考·山土瓜》，出自吳其濬《植物名實圖考》